# David Huynh
David Huynh (Vancouver, 5 febbraio 1983) è un attore canadese.
È noto per aver interpretato il protagonista del film del 2007 Baby, che gli è valso uno premio speciale della giuria all'Asian Pacific Film Festival di Los Angeles in qualità di miglior attore esordiente. Nel 2021 ha inoltre impersonato CJ Lam nella quarta stagione della serie televisiva The Sinner.

## Biografia
David Huynh nasce a Vancouver, nella Columbia Britannica, in Canada. Frequenta la University of Manitoba, concentrandosi maggiormente sul teatro e sul cinema. Huynh prosegue poi gli studi con gli insegnanti di recitazione Marjorie Ballentine e Terry Knickerbocker.
Inizia la sua carriera televisiva comparendo in parti minori in serie televisive canadesi, quali: Le avventure di Shirley Holmes (1998-2000), in cui interpreta la parte del Lupo Mannaro; 2030 CE (2002); Invasion (2003); Cold Case - Delitti irrisolti (2007), dove intrpreta la parte di Billy Takahashi, il figlio di Ray Takahashi, interpretato da Ian Anthony Dale. Nel 2007 vince uno Special Jury Prize all'Asian Pacific Film Festival di Los Angeles in qualità di miglior attore esordiente per la parte del protagonista del titolo nel film di Juwan Chung Baby, distribuito lo stesso anno. Il film inoltre si aggiudica un premio speciale della giuria quale miglior lungometraggio nella stessa occasione. Nel 2008 compare in un episodio della serie televisiva E.R. - Medici in prima linea. Nel 2009 è in un episodio della serie televisiva Senza traccia, nella parte di Frankie Jones, al fianco di Jessika Van, che interpreta Stacey Tan. Lo stesso anno viene distribuito anche il film di Mark Tran All About Dad, vincitore al Cinequest Film Festival quale miglior film, in cui David Hyunh interpreta il ruolo di uno studente di biologia di nome Ty Do che abbandona gli studi per intraprendere la carriera cinematografica.
Nel 2010 è a teatro con la Sacred Fools Theater Company al Kirk Douglas Theater, interpretando Neil nell'adattamento omonimo per il teatro del film del 2004 Mysterious Skin, scritto da Prince Gomolvilas e prodotto dalla East West Players. Il ruolo gli fa ottenere una candidatura quale miglior attore in una rappresentazione teatrale all'Annual Ticket Holder Awards del 2010 e viene segnalato quale miglior interpretazione del 2010 nella lista The Best in Los Angeles Theater del critico teatrale Don Grigware.. Interpreta inoltre il personaggio di Vuthy nella piéce, scritta da Michael Golamco, Year Zero, al Colony Theater.
Negli stessi anni compare anche in tre film di Byron Q., a partire da Bang Bang (2011), vincitore di un premio speciale della giuria quale miglior opera prima al VC FilmFest - Los Angeles Asian Pacific Film Festival del 2011. Nel 2012 interpreta sé stesso nel film biografico Raskal Love che racconta la vita e le esperienze del rapper e attore Vanna Fut detto Lazy: la sua iniziazione nella gang Tiny Raskal, le sue esperienze in qualità di pioniere della break-dance nella Seattle degli anni novanta, il ruolo in un film cult di genere gangster. L'ultimo film diretto da Byron Q. cui partecipa è Las Vegas Story, del 2015.
Nel 2012 appare anche in qualità del protagonista Fong in un episodio pilota per una serie televisiva poi non prodotta chiamata Chinatown Squad, ambientata nella Chinatown di San Francisco negli anni ottanta del XX secolo. L'episodio, diretto e prodotto da Stephane Gauger e scritto e interpretato dal co-protagonista di Baby Feodor Chin, che nella serie avrebbe dovuto interpretare l'antagonista Pistol Pete, viene distribuito come film per la televisione. Tra il 2017 e il 2018 prende parte alla serie televisiva Kevin (Probably) Saves the World, in cui interpreta Vong, un ragazzo che Kevin e Yvette incontrano nel Laos. Nel 2018 appare anche in un episodio della serie televisiva NCIS: Los Angeles, nella parte del barista.
Nel 2021 David Huynh compare in 6 degli 8 episodi che compongono la quarta stagione della serie televisiva The Sinner, interpretata da Bill Pullman, nella parte del detective Harry Ambrose. David Huynh interpreta il personaggio di CJ Lam, figlio di Mike (Ronin Wong) e Stephanie (Cindy Cheung), che ha avuto una relazione con Percy Muldoon (Alice Kremelberg, co-protagonista della quarta stagione) e di cui è sempre rimasto innamorato.
Nel 2023 interpreta il personaggio di Zac Nguyen nell'episodio Tra i mangiatori di loto (Among the Lotus Eaters) in Star Trek: Strange New Worlds, ottava serie televisivia live action del franchise di fantascienza Star Trek, creato da Gene Roddenberry negli anni sessanta con la serie classica, e terzo del cosiddetto Expanded Universe, creato dallo showrunner Alex Kurtzman con Star Trek: Discovery nel 2017. Il personaggio di Zac Nguyen è un ufficiale della Flotta Stellare, ex attendente del capitano della USS Enterprise NCC-1701 Christopher Pike (Anson Mount). Mguyen era stato creduto morto in una missione su Rigel VII, ma è in realtà sopravvissuto, divenendo in seguito una sorta di sovrano dei Kalariani.

## Filmografia

### Attore

#### Cinema
- Micro-Nice, regia di Myles Langlois - cortometraggio (2002)
- Afterglow, regia di Melissa Yu - cortometraggio (2006)
- Baby, regia di Juwan Chung (2007)
- All About Dad, regia di Mark Tran (2009)
- Jack and Jill, regia di Danilo Di Julio - cortometraggio (2009)
- Liquor Store Cactus, regia di Eugene Kim (2009)
- If I Was Like You, regia di Wesley Du - cortometraggio (2009)
- Mad World, regia di Cory Cataldo (2010)
- Scooter, regia di Melissa Yu - cortometraggio (2010)
- Pox, regia di Lisa Hammer (2010)
- Bang Bang, regia di Byron Q. (2011)
- Keye Luke, regia di Timothy Tau - cortometraggio (2012)
- The Moral Paper Route, regia di Stephane Gauger - cortometraggio direct-to-video (2012)
- The Golden Age, regia di Benjamin Hjelm ed Emily DeGroot - cortometraggio (2012)
- Raskal Love, regia di Byron Q. (2012)
- Lee's Market, regia di Jingyi Shao - cortometraggio (2013)
- Lion, regia di Troy Murray (2015)
- Las Vegas Story, regia di Byron Q. (2015)
- Tales From The Floating World, regia di Suzanne Strong - cortometraggio (2015)
- Manifesto, regia di Joshua Crone (2015)
- A Short Introduction to: Love and Purpose, regia di Stephen Scott Day - cortometraggio (2016)
- M.F.A., regia di Natalia Leite (2017)
- Induced Effect, regia di Rasheed Stephens (2019)
- Cult, regia di Wei Ling Chang - cortometraggio (2019)
- Lights Out Chinatown, regia di Mark Tran - cortometraggio (2020)
- Moar Like Goner, Amirite?, regia di Stephen Scott Day - cortometraggio (2020)
- Devotee, regia di Sharmila Ray - cortometraggio (2021)
- Pieces Within, regia di Sam Luk - cortometraggio (2024)

#### Televisione
- Le avventure di Shirley Holmes (The Adventures of Shirley Holmes) - serie TV, episodi 3x11-4x01-4x13 (1998-2000) - Lupo Mannaro
- 2030 CE - serie TV, episodio 1x05 (2002)
- Invasion - serie TV, episodi 1x18-1x19 (2006)
- Cold Case - Delitti irrisolti (Cold Case) - serie TV, episodio 5x11 (2007)
- E.R. - Medici in prima linea (ER) - serie TV, episodio 15x09 (2008)
- Senza traccia (Without a Trace) - serie TV, episodio 7x22 (2009)
- Golden Boy, regia di William Lu - film TV (2009)
- Law & Chicoban, regia di Timothy Tau - film TV (2011)
- Chinatown Squad, regia di Stephane Gauger - film TV (2012)
- Modern Romance - serie TV, episodi sconosciuti (2016)
- But She's My Best Friend, regia di Nardeep Khurmi e Gabriel Joseph Salinas - miniserie TV, puntata 12 (2017)
- Head Over Feels, regia di Stephen Scott Day - miniserie TV, puntata 1 (2017)
- Kevin (Probably) Saves the World - serie TV, episodi 1x09-1x10 (2017-2018)
- NCIS: Los Angeles - serie TV, episodio 9x14 (2018)
- The Sinner - serie TV, 6 episodi (2021)
- Magnum P.I. - serie TV, episodio 5x02 (2023)
- Star Trek: Strange New Worlds - serie TV, episodio 2x04 (2023)

#### Videoclip
- Ariana Grande We Can't Be Friends (Wait for Your Love), regia di Christian Breslauer (2024)

### Regista
- Vanish - cortometraggio (2001)
- Every Night the Same Thing (2002)

## Teatro (parziale)
- Mysterious Skin, The Kirk Douglas Theater, Culver City, California, USA (2010)
- Year Zero, The Colony Theater, Burbank, California, USA (2010)

## Riconoscimenti
- Annual Ticket Holder Awards
  - 2010 - Candidatura al miglior attore in una rappresentazione teatrale per Mysterious Skin[4]
- VC FilmFest - Los Angeles Asian Pacific Film Festival
  - 2007 - Miglior attore esordiente per Baby[1]

## Doppiatori italiani
Nelle versioni in italiano delle opere in cui ha recitato, David Huynh è stato doppiato da:
- Alessio Nissolino in Baby[9][10]
- Gabriele Patriarca in Cold Case - Delitti irrisolti[11]
- Davide Perino in The Sinner[12]